# Ferreux-Quincey
Ferreux-Quincey é uma comuna francesa na região administrativa de Grande Leste, no departamento de Aube. Estende-se por uma área de 15,32 km². Em 2010 a comuna tinha 415 habitantes (densidade: 27,1 hab./km²).